# Vilanova de Prades
Vilanova de Prades település Spanyolországban, Tarragona tartományban. Vilanova de Prades El Vilosell, Vallclara, Prades, Tarragona, Cornudella de Montsant, Ulldemolins és La Pobla de Cérvoles községekkel határos. Lakosainak száma 111 fő (2024).

## Népesség
A település népessége az elmúlt években az alábbi módon változott:
| Lakosok száma | 145  | 600  | 328  | 222  | 163  | 157  | 144  | 126  | 112  | 111  |
|               | 1717 | 1887 | 1936 | 1960 | 1986 | 2004 | 2009 | 2014 | 2019 | 2024 |